# Francesc de Gualbes
|  | Per a altres significats, vegeu «Francesc de Gualbes i de Terrades». |

Francesc de Gualbes (m. dècada de 1380) va ser un mercader i ciutadà de Barcelona pertanyent al llinatge dels Gualbes. Va ostentar diversos càrrecs polítics, entre ells destaca que va ser escollit el 1379 diputat pel braç reial a la Diputació del General. Diu Maria Teresa Ferrer que probablement era fill d'un altre Francesc de Gualbes. Es va casar cap al 1350 amb Agnès, filla de Ramon Botella, ciutadà de Barcelona, i de Constança, que li va aportar un dot de 12.000 sous. Participant dels negocis familiars, sembla que va formar part de la societat drapera constituïda el 1368 per part dels seus cosins Ponç, Jaume i Joan, fills de Jaume, i pels germans Pere i Ramon, fills de Pere.
A la política de la Ciutat Comtal, es va iniciar en el govern de la ciutat com a jurat l'any 1350; després no hi té presència fins al 1357 i 1358 i novament van passar uns anys fins que va tornar al Consell de Cent i en aquest moment entra al consell dels vint-i-cinc els anys 1365 i 1366. Va anar creixent políticament, quan l'any 1368 va ser nomenat cònsol de mar, juntament amb Bartomeu de Riusec. Després, encara va tornar a ocupar la plaça de jurat i la de membre del consell dels vint-i-cinc els anys 1373 i 1374, a més de l'important càrrec de racional. El 1375 va arribar a la cinquena conselleria i el 1379 a la tercera. Aquell mateix any, la comissió reorganitzadora de la Diputació del General el va nomenar diputat del braç reial amb un salari reduït que els diputats anteriors, perquè va ser elegit fora de corts. Dintre de la Diputació, es va ocupar dels afers financers, perquè va ser el receptor i distribuïdor general; amb els membres d'una comissió es va ocupar de l'arrendament de les generalitats durant un llarg període i de tota mena de pagaments i de la recepció de diners. En aquests anys Francesc desapareix de la documentació, i per això es suposa que va morir a la dècada de 1380.